# Peleas de Abajo
Peleas de Abajo ist ein nordwestspanischer Ort und eine Gemeinde (municipio) mit nur noch 255 Einwohnern (Stand: 2024) im Süden der Provinz Zamora in der Autonomen Gemeinschaft Kastilien-León. Der oft verwechselte Ort Peleas de Arriba liegt etwa 12 km südwestlich.

## Lage und Klima
Der Ort Peleas de Abajo liegt am Arroyo Valparaiso am westlichen Rand der Kastilischen Hochebene (Meseta Iberica) in einer Höhe von ca. 700 m. Die Provinzhauptstadt Zamora ist gut 16 km (Fahrtstrecke) in nordwestlicher Richtung entfernt; bis nach Salamanca sind es knapp 58 km in südlicher Richtung. Das gemäßigte Kontinentalklima wird nur selten vom Atlantik beeinflusst; Regen (ca. 485 mm/Jahr) fällt vorwiegend im Winterhalbjahr.

## Bevölkerungsentwicklung
| Jahr      | 1857 | 1900 | 1950 | 2000 | 2020 |
| Einwohner | 356  | 388  | 359  | 265  | 288  |

Infolge der Mechanisierung der Landwirtschaft, der Aufgabe von bäuerlichen Kleinbetrieben („Höfesterben“) und der daraus resultierenden Arbeitslosigkeit auf dem Lande ist die Einwohnerzahl seit der Mitte des 20. Jahrhunderts leicht zurückgegangen. Die relative Nähe zur Provinzhauptstadt Zamora hat jedoch seit Beginn des 21. Jahrhunderts einen Wiederanstieg zur Folge.

## Wirtschaft
Die Feldwirtschaft sowie die Zucht von Rindern, Schafen und Ziegen spielen traditionell die größte Rolle im Wirtschaftsleben der Gemeinde. Daneben fungierte der Ort bereits im Mittelalter als Handels-, Handwerks- und Dienstleistungszentrum für die – inzwischen aufgegebenen – Weiler und Einzelgehöfte der Region. Einnahmen aus dem Tourismus in Form der Vermietung von als Ferienwohnungen (casas rurales) genutzten leerstehenden Häusern sind seit den 1960er Jahren hinzugekommen.

## Geschichte
In vorrömischer Zeit siedelten in der Region Stammesgruppen vom keltischen Volk der Vettonen, die von den Römern im Jahre 193 v. Chr. unterworfen wurden (Hispanien). Aus römischer, westgotischer und islamischer Zeit sind ansonsten keine Funde bekannt. Die Rückeroberung (reconquista) der nur dünn besiedelten und abgelegenen Gebiete durch das Königreich León im 10. und 11. Jahrhundert verlief wahrscheinlich weitgehend kampflos; danach begann eine Zeit der Wieder- – oder besser – Neubesiedlung (repoblación).

## Sehenswürdigkeiten

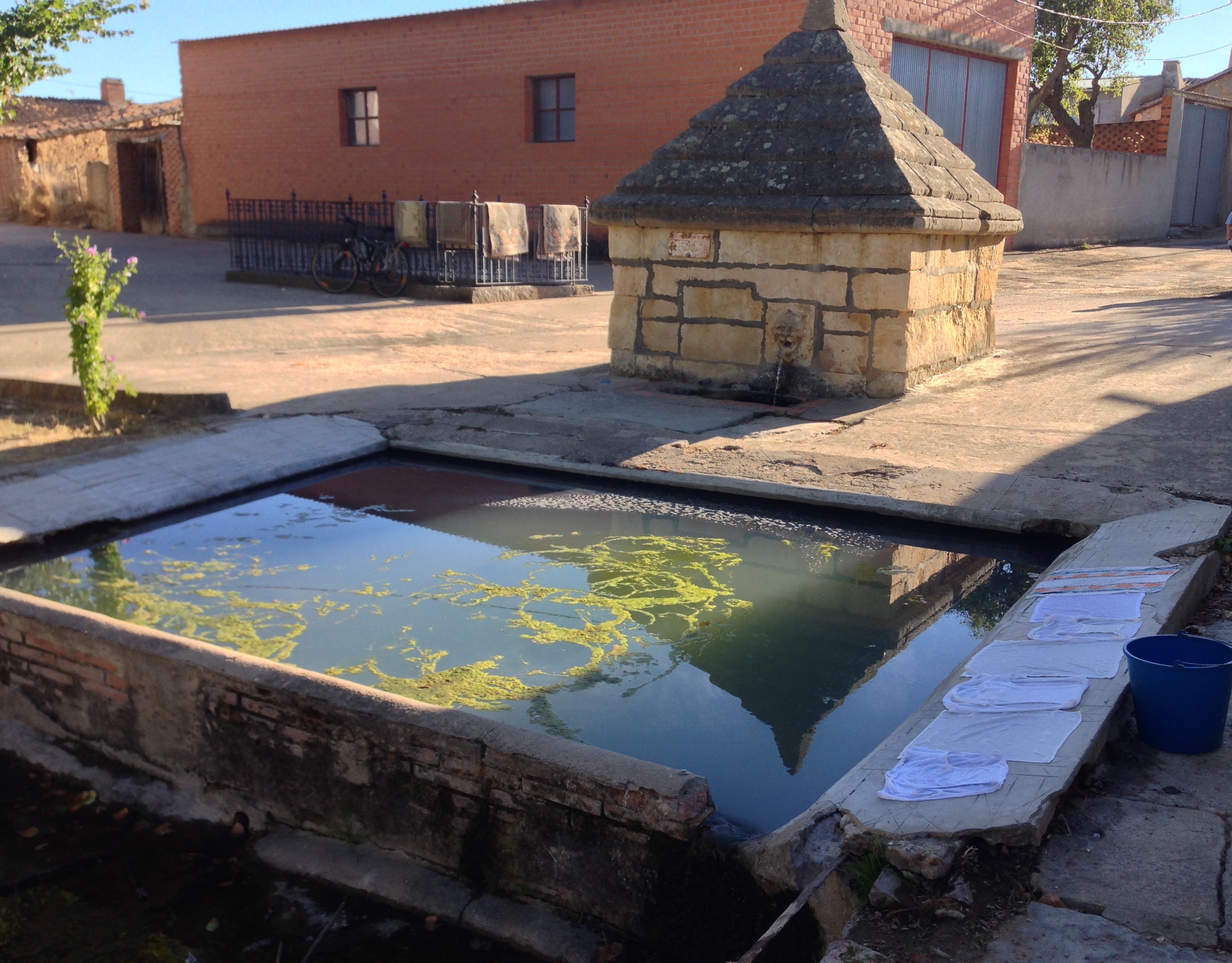
Brunnenhäuschen und Waschplatz

- Die ungewöhnlicherweise zweischiffige Iglesia de Nuestra Señora de la Asunción ist aus exakt behauenen Werksteinen errichtet; sie entstand bereits im 12./13. Jahrhundert im Stil der Romanik, doch wurde sie im 16./17. Jahrhundert umgestaltet. Der Glockenturm (campanario) vor der ansonsten schmuck- und portallosen Westfassade ist ein Neubau des 20. Jahrhunderts. Das im oberen Teil von einem Rechteckrahmen (alfiz) eingefasste Eingangsportal befindet sich auf der Südseite. Das Innere der Kirche bewahrt ein romanisches Taufbecken (pila bautismal) sowie mehrere barocke Schnitzaltäre.[3]
- Am Ortsrand befinden sich ein Brunnenhäuschen und ein Waschplatz aus dem 19. Jahrhundert.